# Friedrich Hartogs

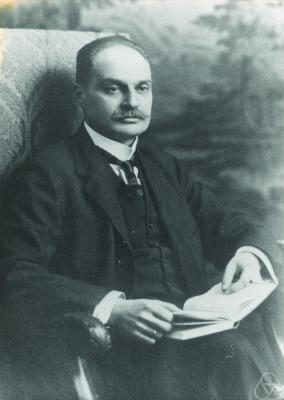
Friedrich Hartogs

Friedrich Moritz Hartogs (20 de mayo de 1874-18 de agosto de 1943) fue un matemático judío-alemán, conocido por su trabajo en teoría de conjuntos y resultados fundamentales en la teoría de funciones complejas de múltiples variables.